# Akalasi
Akalasi er en sjælden sygdom i spiserøret.
De muskler, der skal bringe maden igennem til maven er snarere i konstant spasmer, hvilket forhindrer mad i at passere fejlfrit.